# Laguna del Negro Francisco
La laguna del Negro Francisco es un lago salado ubicado en la Región de Atacama de superficie y profundidad variable según se ha observado. Existe una isla de orientación este oeste que a veces separa totalmente dos lagunas, al norte una "salobre" de 10,5 km² y al sur una "muy salada" de 14,3 km² y unos 20 cm más arriba que la anterior según exploraciones hechas en 1987 y 1995.: III-231  La laguna ha sido declarada sitio RAMSAR en Chile.
El río Astaburuaga parece ser el único afluente permanente de la o las lagunas y que además en tiempos de crecida, rebalsa sus aguas hacia el salar de Maricunga.
Las características morfométricas y climatológicas más relevantes de la laguna del Negro Francisco son:: III-231 
- altura de la laguna: 4110 m
- superficie de la cuenca: 933 km²
- superficie de las lagunas: 24,8 km² (mayo de 1995)
- precipitaciones: 200 mm/año
- evaporación potencial: 1000 mm/año
- temperatura media: -1 °C

## Historia
Luis Risopatrón escribió en 1924 en su obra Diccionario Jeográfico de Chile sobre la laguna:: 584 
Negro Francisco (Laguna del). Es somera, cubierta por esflorescencias de sales de soda que hacen impotables sus aguas i se encuentra a 4136 m de altitud, hacia el S del cerro del Azufre; el umbral del desahue topográfico se halla a 4275 m. De las cumbres vecinas bajan algunos esteros de agua dulce, que forman algunas vegas, sin que ninguno de ellos logre hacer llegar hasta la laguna su escaso caudal de agua; solamente la quebrada del NW, llamada de El Pasto, tiene forraje suficiente para la mantención de una tropa